# Shih Mai-Yu
Cette page contient des caractères spéciaux ou non latins. S’ils s’affichent mal (▯, ?, etc.), consultez la page d’aide Unicode.
Shih Mai-Yu ou Shi Meiyu ou Mary Stone (石美玉) (Jiujiang, 1er mai 1873 - Pasadena, 30 décembre 1954) est une médecin chinoise. Elle a été parmi les premières femmes chinoises diplômées aux États-Unis et, de retour en République populaire de Chine, elle fonde un hôpital et développe la profession d'infirmière.

## Biographie
Shi Meiyu est né le 1er mai 1873 dans une famille chrétienne chinoise à Jiujiang, où elle passe son enfance. Fille aînée de deux sœurs, en dessous d’un frère, don père, Shek Nga (1838-1901), fut l’un des premiers prêtres chrétiens du centre de la Chine, a souhaité qu'elle devienne médecin, sur l'exemple de l'Américaine Katharine Bushnell, une médecin et missionnaire en Chine. Elle étudie dans une école méthodiste pour filles en Chine, avant d'étudier la médecine à l'université du Michigan à partir de 1892, où elle obtient son doctorat en 1896,.
Elle a été impliquée dans la mission Bethel de Shanghai et la Women's Foreign Missionary Society, entre autres organisations.
De 1915 à 1916, il termine une année d’études supérieures à l’Université Johns Hopkins.
Le cratère vénusien Shih Mai-Yu a été nommé en son honneur.
Après la Seconde Guerre mondiale, elle se rend en Californie, où elle meurt le 30 décembre 1954 à Pasadena, à l’âge de 81 ans. 